# Apeadero de Cotas
La designación de Apeadero de Cotas se refiere a dos infraestructuras ferroviarias desactivadas de la Línea del Duero, que servían a la localidad de Cotas, en el ayuntamiento de Alijó, en Portugal.

## Historia
Ambos apeaderos se situaban en el tramo entre Pinhão y Túa de la línea del Duero, que abrió a la explotación el 1 de septiembre de 1883.